# Fernandinho (Fußballspieler, November 1985)
Luiz Fernando Pereira da Silva, genannt Fernandinho, (* 25. November 1985 in Santa Bárbara d’Oeste) ist ein brasilianischer Fußballspieler. Der Linksfuß wird vorwiegend als Sturmspitze eingesetzt.

## Karriere
Fernandinho startete seine Laufbahn beim unterklassigen Associação Portuguesa Londrinense. Nach einem Aufenthalt beim Central SC kam er 2007 zum Iraty SC. Von diesem wurde er nach Südkorea an den Daejeon Citizen ausgeliehen. Der Spieler konnte sich hier aber nicht etablieren, so dass er noch im selben Jahr weiter verliehen wurde. Seine nächste Station war der Citizen AA in Hongkong. Hier erhielt er keine Einsätze. Fernandinho ging daher 2008 zurück nach Brasilien. Zunächst auf Basis eines Leihgeschäftes zu Grêmio Barueri gekommen, übernahm der Klub ihn Anfang 2009. Nach dem Aufstieg in die Série A bestritt Fernandinho am 9. Mai 2009 sein erstes Erstligaspiel gegen Sport Recife. Seinen ersten Erstligatreffer feierte am 27. Juni 2009 beim 4:2-Sieg über Atlético Mineiro. Hier erzielte er in 31. Minute den Treffer zum 2:0-Zwischenstand. Am Ende der Saison wurde er mit dem Prêmio Craque do Brasileirão als Entdeckung des Jahres ausgezeichnet.
Bereits Anfang 2010 wechselte der Spieler zum Ligakonkurrenten FC São Paulo. Hier bestritt sein erstes Spiel auf internationaler Klubebene. In der Copa Libertadores 2010 lief er gegen den Club Nacional auf. In demselben Wettbewerb erzielte er auch sein erstes Tor in einem internationalen Vergleich. Im Gruppenspiel gegen Once Caldas traf er in der 40. Minute zum 1:0-Endstand. Bei São Paulo blieb Fernandinho bis Sommer 2012. Danach wechselte er zum al-Jazira Club in die Vereinigten Arabischen Emirate. Für diesen bestritt er acht Spiele in der Meisterschaft und sechs in der AFC Champions League. al-Jazira  verlieh ihn ein Jahr später an Atlético Mineiro. Mit dem Klub erreichte er bei der FIFA-Klub-Weltmeisterschaft 2013 den dritten Platz.
2014 startete Fernandinho mit Atlético in die Staatsmeisterschaft von Minas Gerais und die Copa Libertadores 2013. In der Campeonato Brasileiro Série A 2014 bestritt er noch vier Spiele, erhielt dann aber einen neuen Vertrag bei Grêmio Porto Alegre. Nach Abschluss der Saison wurde er an Hellas Verona nach Italien ausgeliehen. Dieser gab ihn nach Saisonende wieder an Grêmio ab. Die Campeonato Brasileiro Série A 2015 bestritt er dann für den Klub. Auch startete er mit dem Klub ins Jahr 2016 bei Staatsmeisterschaft von Rio Grande do Sul, zur Meisterschaftsrunde wurde er aber an Flamengo Rio de Janeiro ausgeliehen. Die Saison 2017 verbrachte Fernandinho wieder bei Grêmio und kam hier wieder zu regelmäßigen Einsätzen. Er bestritt 28 von 38 möglichen Spielen in der Série A und erzielte dabei neun Tore. Zum Sieg in der Copa Libertadores 2017 steuerte er in 13 Spielen ein Tor bei. Am Ende des Jahres lief sein Vertrag aus und er wechselte ablösefrei nach China. Fernandinho unterzeichnete einen Kontrakt bei Chongqing Lifan. Sein erstes Spiel für den Klub bestritt er in der Chinese Super League. Am 16. März 2018, dem dritten Spieltag der Saison 2019, im Heimspiel gegen Jiangsu Suning stand Fernandinho in der Startelf. Sein erstes Tor erzielte er kurz darauf am fünften Spieltag der Saison. Im Auswärtsspiel gegen Dalian Yifang am 6. April 2019 erzielte er in der 64. Minute den 2:1-Anschlusstreffer (Endstand 2:2). Ende Mai 2022 lief sein Kontrakt aus.
Nachdem er 2022 nicht mehr aktiv war, nahm ihn der Retrô FC Brasil für die Saison 2023 unter Vertrag. Für 2024 erhielt er eine Vertragsverlängerung. Der Kontrakt erhielt eine Laufzeit über drei Jahre.

## Erfolge
Atlético Mineiro
- FIFA-Klub-Weltmeisterschaft 2013: dritter Platz

Grêmio
- Copa Libertadores: 2017

## Auszeichnungen
- Prêmio Craque do Brasileirão: Entdeckung des Jahres 2010